# 14 Bis (banda)
14 Bis é uma banda de rock brasileira formada em 1979 na cidade de Belo Horizonte, Minas Gerais, pelos irmãos Cláudio e Flávio Venturini, Sérgio Magrão, Vermelho e Hely Rodrigues. Assim como o Roupa Nova, foram apadrinhados por Milton Nascimento.

## História
A banda foi formada no final de 1979 por músicos que já se conheciam e alimentavam a ideia de ter uma banda brasileira nos moldes de bandas internacionais que tanto influenciaram seus integrantes como The Beatles, The Rolling Stones, The Who, Deep Purple, Yes, Led Zeppelin, Pink Floyd, entre outras. Foram também influenciados pelo Clube da Esquina. Todos os membros são naturais de Minas Gerais, exceto o baixista Sérgio Magrão, natural do Rio de Janeiro.
Antes da fundação do 14 Bis, cada membro trabalhava junto a um grupo ou artista diferente. Flávio e Sérgio estavam no O Terço, Hely e Vermelho no Bendegó e Cláudio com Lô Borges.
Foi com o aval de Milton Nascimento (produtor do primeiro disco) que a banda foi contratada pela multinacional EMI para gravar o primeiro álbum, o homônimo 14 Bis, com canções como "Natural" e "Canção da América", esta uma inédita de Milton Nascimento e Fernando Brant. No ano seguinte, foi lançado o disco 14 Bis II. Neste disco havia músicas como "Planeta Sonho", "Nova Manhã", "Caçador de Mim", "Bola de Meia, Bola de Gude" entre outras. Em 1981, foi lançado Espelho das Águas, disco com mais uma inédita de Milton e Brant, "Nos Bailes da Vida".
O ano de 1982 veio com Além Paraíso, gravado depois de uma viagem aos EUA, onde a banda comprou o melhor equipamento existente à época. Os hits foram "Linda Juventude" e "Uma Velha Canção Rock 'n' Roll". Em 1983, saiu A Idade da Luz, quinto disco em menos de cinco anos, com mais um hit, "Todo Azul do Mar".
Dois anos depois, em 1985, veio o sexto disco, em que o 14 Bis experimentou e flertou com a new age (movimento musical britânico). Novas parcerias musicais e estéticas mostravam que A Nave Vai, lançado naquele ano, era multifacetado desde a capa ao conteúdo. Canções como "Nuvens", blues como "Figura Rara" e a new age "Outras Dimensões" traduziam a inquietude musical e a busca incessante do novo, pelos seus integrantes.
O disco Sete foi também o último disco de canções inéditas composto e gravado com a formação original da banda e marcou a saída de Flávio Venturini do 14 Bis para a melhor condução de uma carreira solo que já havia rendido dois discos paralelos ao trabalho da banda. A parceria com Renato Russo em "Mais uma Vez" foi um sucesso desse trabalho. Naquele mesmo ano de 1987, foi gravado o primeiro disco ao vivo do 14 Bis, 14 Bis ao Vivo, ainda com a formação original, o qual foi lançado no começo de 1988.
Na década de 1990, por sua vez, o 14 Bis lançou Quatro por Quatro, disco raro no mercado que apresenta músicas como "Romance", "O Fogo do teu Olhar", "Dona de Mim", entre outras. Foi o primeiro a ser gravado no formato CD. Os trabalhos anteriores haviam sido gravados em discos de vinil e fitas cassete, mas todos foram relançados em CD pela EMI, exceto Sete.
Em 1996, a banda lança o álbum Siga o Sol, que foi quase todo gravado e mixado em Nova Iorque, além de ser o primeiro produzido fora do Brasil.
Em 1999, a banda lança o álbum Bis, apresentando sucessos da banda no formato acústico e também as inéditas "Tudo Céu" e "Sonhando o Futuro".
Em 2000, a banda gravou um álbum ao vivo com a banda Boca Livre, Boca Livre e 14 Bis ao Vivo, com clássicos das duas bandas.
Em 2004, a banda lança o álbum Outros Planos, que mostrou novas parcerias e músicas como "Outono", "Canções de Guerra" e "Constelações", entre outras.
Em 2007, lançam o primeiro DVD da carreira, 14 Bis ao Vivo, gravado no dia 23 de dezembro de 2006, apresentando seus grandes sucessos e trazendo a participação de Beto Guedes, Flávio Venturini, Marcus Viana e Rogério Flausino.
Atualmente, o grupo vem excursionando por todo o Brasil com o show Encontro Marcado, ao lado de Flávio Venturini e da dupla Sá e Guarabyra, e a turnê comemorativa de 35 anos de carreira. Em 2016, o já citado Encontro Marcado foi registrado e lançado em CD e DVD em parceira com o Canal Brasil.
Em 2020, a banda lançou seu segundo DVD, 14 Bis Acústico ao Vivo, gravado no dia 10 de agosto de 2018 no Teatro Coliseu, em Santos, com participações especiais de César das Mercês, Celso Nascimento e Flavio Venturini, co-fundador e ex-integrante da banda e compositor e parceiro de várias das músicas gravadas. A mixagem foi feita por Cláudio Venturini e Christiano Caldas, tecladista que também fez alguns complementos no resultado final.

## Integrantes

#### Formação atual
- Cláudio Venturini - guitarra, vocais (1979 - presente)
- Vermelho - teclados, vocais (1979 - presente)
- Sérgio Magrão - baixo, vocais (1979 - presente)
- Hely Rodrigues - bateria (1979 - presente)

#### Ex-integrantes
- Flávio Venturini - teclados, vocais (1979 - 1988)

## Discografia[2]

#### Álbuns de estúdio
- (1979) 14 Bis
- (1980) 14 Bis II
- (1981) Espelhos das Águas
- (1982) Além Paraíso
- (1983) A Idade da Luz
- (1985) A Nave Vai
- (1987) Sete
- (1992) Quatro por Quatro
- (1996) Siga o Sol
- (1999) Bis
- (2004) Outros Planos

#### Álbuns ao vivo
- (1988) Ao Vivo
- (2000) Boca Livre e 14 Bis ao Vivo (com Boca Livre)
- (2007) Ao Vivo (também disponível em DVD)
- (2016) O Encontro Marcado de Flávio Venturini, Sá & Guarabyra e 14 Bis (com Flávio Venturini e Sá e Guarabyra; também disponível em DVD)
- (2020) Acústico ao Vivo

#### Coletâneas
- (1985) Clube da Esquina - Som Especial (com Beto Guedes, Flávio Venturini, Lô Borges, Milton Nascimento, Toninho Horta e Wagner Tiso)
- (2010) Planeta Sonho